# Mitsubishi i-MiEV
Mitsubishi je predstavio svoj električni automobil i-MiEV, s litij baterije i niz od 160 milja na jednom naplatiti. Ovaj model je za prodaju u Japanu, Hong Kongu i Australiji danas i trebao bi se naći u SAD-u 2010. Godine.
- Mitsubishi i-MiEV taxi u Japanu.
- Mitsubishi i-MiEV u Australija.